# Eotriceratops xerinsularis
Eotriceratops xerinsularis (" Gryningens trehornsansikte") är en utdöd art av ceratopsider som levde i Alberta i slutet på kritaperioden. Eotriceratops beskrevs 2007. Denna ceratopsie var den hittills största funna av de behornade dinosaurerna och levde mellan 67 och 69 miljoner år sedan d.v.s. strax före den kommande massdöden. Eotriceratops är känd från en skalle, några revben och nackkotor.

## Bekrivning

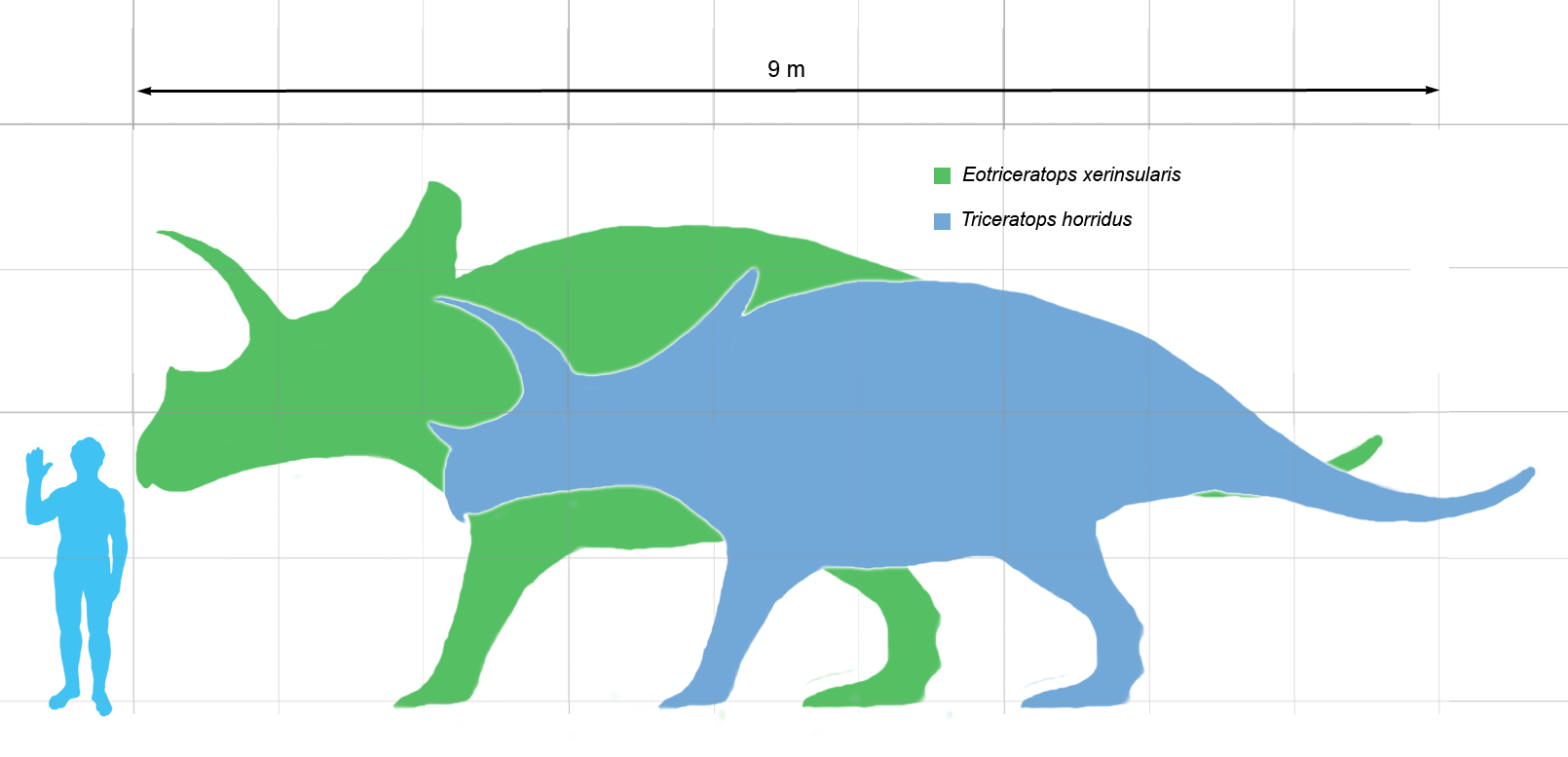
Eotriceratops storlek, jämfört med Triceratops och en människa.

Eotriceratops var mycket lik sin samtida släkting Triceratops, då särskilt i fråga om skallen. Som ceratopsid hade Eotriceratops en stor skalle som var utrustad med en benkrage som täckte bakhuvudet och nacken, och gjorde att skallen blev cirka 3 meter lång, jämfört med triceratops, vars skalle var 2, 3 meter lång. Till skillnad från de flesta andra ceratopsider var Eotriceratops nackkrage helt solid, och var troligen ett skydd mot angripare. Över ögonen satt ett par långa, krökta horn och på nosen satt ett litet horn. Baserat på skallens storlek har man beräknat en maximal kroppslängd på 12 meter, även om den troligen låg närmare 9 - 10  meter. Dess storlek och beväpning gav troligen ett ganska bra skydd mot den samtida köttätaren Tyrannosaurus rex.